# Емилиан Дечев
Емилиан Дечев е български режисьор, оператор и актьор.

## Биография
Емилиан Дечев е български кино режисьор и оператор, роден на 13 октомври 1986 г. в София.
Завършва 127 СОУ в София и Нов български университет – бакалавър „Реклама“ и магистър „Кино и телевизионна режисура“.
Печели голямата награда на международен фотографски пленер „Фотоваканция“ (2009).
Печели 1-ва награда за фотография на европейски конкурс Europe is MORE than you think (2010).
Като режисьор има рекламни клипове и късометражни филми.
Дипломният му филм „Пътеки“ (2011) е първият интерактивен игрален български филм, който взима награда на местен конкурс. Форматът в YouTube е интерактивен, тъй като зрителят може сам да избере как да завърши историята в 3 различни края.
Като актьор участва в ситком „Колкото толкова“ и в телевизионната поредица „Истински истории“.
В киното работи и на други длъжности като оператор и като специалист визуални ефекти и пост продукция за български и чуждестранни продукции.

## Филмография

### Режисьор
- 2018 Горчив Шоколад
- 2015 Наградата
- 2014 Свободна
- 2014 Гадателката
- 2013 Балет
- 2013 Шах-Мат
- 2012 Резонанс
- 2011 Пътеки
- 2009 Златните Мостове

### Оператор
- 2025 Вампирите от Норич
- 2025 1 Грам Живот
- 2025 Класът на Скандалните
- 2025 Децата на Бендида
- 2024 Русалки
- 2024 Story-та
- 2024 Киберпрестъпност
- 2023 Аферата Пикасо
- 2022 Случаят Тесла
- 2021 Танго в Тунела
- 2020 Бунтът на Костюма
- 2020 Мортимър
- 2019 Gemini
- 2019 Mr Self
- 2019 Ayah
- 2019 Последната Спирка
- 2019 Данчо Рицарят
- 2019 10 Стотинки
- 2019 Чистачът
- 2018 Власт (ТВ сериал, 6 епизода)
- 2017 Случаят Кюри
- 2017 sCool (ТВ сериал, 2 епизода)
- 2016 Chapter 26
- 2016 За Ева
- 2015 Иглата
- 2014 Бар Желание